# Discographie du label Kompakt
Cette page contient une liste des productions du label Kompakt.

## Vinyles
- KOM 1 : Jürgen Paape - Triumph
- KOM 2 : Dettinger - Blond
- KOM 3 : Jürgen Paape - Glanz
- KOM 4 : M. Mayer - 17&4
- KOM 5 : Joachim Spieth - Abi '99
- KOM 6 : Dettinger - Puma
- KOM 7 : Schaeben & Voss - Dicht Dran
- KOM 8 : Benjamin Wild - Kronberg
- KOM 9 : Reinhard Voigt - Robson Ponte
- KOM 10 : Various - Total 1 (2xLP)
- KOM 11 : Dubstar - Shining Through
- KOM 12 : Dettinger - Totentanz
- KOM 13 : Sascha Funke - Campus
- KOM 14 : Gebr. Teichmann - Aus Der Ferne
- KOM 15 : Reinhard Voigt - Sex Mit M. Mayer
- KOM 16 : Closer Musik - One Two Three (No Gravity)
- KOM 17 : Schaeben & Voss - Fein Raus
- KOM 18 : Jonas Bering - Bienfait -  (2xLP)
- KOM 19 : Sascha Funke - Safety First
- KOM 20 : Various - Total 2 (2xLP)
- KOM 21 : T.Raumschmiere - Bolzplatz EP
- KOM 22 : Dettinger - Oasis
- KOM 23 : Ehlert & Lohberger - Vito EP
- KOM 24 : Markus Guentner - Regensburg
- KOM 25 : M. Mayer - Pensum
- KOM 26 : Joachim Spieth - You Don't Fool Me
- KOM 27 : Gustavo Lamas - Mañana
- KOM 28 : Jonas Bering - Emballages44
- KOM 29 : Sascha Funke - Drei Auf Drei
- KOM 30 : Various - Speicher 1
- KOM 31 : Ulf Lohmann - Because
- KOM 32 : Schaeben & Voss - Ach Komm
- KOM 33 : Reinhard Voigt - A.S.P.
- KOM 34 : All - Alltag 1 - 4
- KOM 35 : Superpitcher - Heroin
- KOM 36 : The Modernist - 4 Remixe Für The Modernist
- KOM 37 : T.Raumschmiere - Musick
- KOM 38 : Reinhard Voigt - Hier Und Jetzt
- KOM 39 : Kaito - Beautiful Day
- KOM 40 : Various - Total 3 (2xLP)
- KOM 41 : Lawrence - Teaser
- KOM 42 : Markus Guentner - In Moll (2xLP)
- KOM 43 : Peter Grummich - Schleusen Auf
- KOM 44 : Reinhard Voigt - Im Wandel Der Zeit (2xLP)
- KOM 45 : Kaito - Everlasting
- KOM 46 : Thomas Gwosdz - Ring Frei
- KOM 47 : Ulf Lohmann - Before
- KOM 48 : Jonas Bering - Marine
- KOM 49 : Justus Köhncke - Jet / Shelter
- KOM 50 : Various - Pop Ambient 2002
- KOM 51 : Thomas Fehlmann - Whistle
- KOM 52 : Closer Musik - You Don't Know Me
- KOM 53 : Markus Guentner - Regensburg (Remix)
- KOM 54 : Justus Köhncke - 2 After 909
- KOM 55 : Closer Musik - After Love (2xLP)
- KOM 56 : Kaito - Awakening (12")
- KOM 57 : Justus Köhncke - Was Ist Musik
- KOM 58 : Reinhard Voigt - Jetzt Erst Recht
- KOM 59 : Reinhard Voigt - Recht Erst Jetzt
- KOM 60 : Various - Total 4 (2xLP)
- KOM 61 : Klimek - Milk & Honey
- KOM 62 : Jürgen Paape - So Weit Wie Noch Nie
- KOM 63 : Schaeben & Voss - So Siehst Du Aus
- KOM 64 : Thomas Fehlmann - Streets Of Blah
- KOM 65 : Kaito - Special Life (2xLP)
- KOM 66 : Superpitcher - Yesterday
- KOM 67 : Thomas Fehlmann - Visions Of Blah
- KOM 68 : Justus Köhncke - Was Ist Musik (Remixe)
- KOM 69 : Leandro Fresco - Amor Internacional
- KOM 70 : M. Mayer - Speaker
- KOM 71 : Various - Pop Ambient 2003
- KOM 72 : Reinhard Voigt - How We Rock
- KOM 73 : The Orb - Kompassion
- KOM 74 : Kaito - Special Love
- KOM 75 : Joachim Spieth "Ich
- KOM 76 : Mikkel Metal "Testan / Hemper
- KOM 77 : Justus Köhncke - Homogen
- KOM 78 : Ferenc - Yes Sir, I Can Hardcore
- KOM 79 : Jonas Bering - Normandie
- KOM 80 : Various - Total 5
- KOM 81 : SCSI-9 - All She Wants Is
- KOM 82 : Superpitcher / Wassermann - Schaffelfieber 2
- KOM 83 : Reinhard Voigt - Kontakt
- KOM 84 : Mikkel Metal - Rujon / Nepal
- KOM 85 : DJ Koze - The Geklöppel Continues
- KOM 86 : Andrew Thomas - Fearsome Jewel
- KOM 87 : Magnet (3) - Rising Sun
- KOM 88 : Jonas Bering - Sketches For The Next Season
- KOM 89 : M. Mayer - Privat
- KOM 90 : Various - Pop Ambient 2004
- KOM 91 : Reinhard Voigt - How We Rock Remixe
- KOM 92 : Rex The Dog - Prototype
- KOM 93 : Pass Into Silence - Calm Like A Millpond
- KOM 94 : Ferenc - Cronch
- KOM 95 : Justus Köhncke - Zwei Photonen
- KOM 96 : Superpitcher - Here Comes Love (2xLP)
- KOM 97 : Thomas Fehlmann - Little Big Horn
- KOM 98 : Klimek - Milk & Honey
- KOM 99 : Kaito - Soul Of Heart
- KOM 100 : Various - Kompakt 100 (4xLP)
- KOM 101 : SCSI-9 - Mini
- KOM 102 : Rex The Dog - Frequency
- KOM 103 : Superpitcher - Happiness
- KOM 104 : Mikkel Metal - Dorant / Kaluga
- KOM 105 : Andrew Thomas - Hushhh
- KOM 106 : The Orb - Komplott
- KOM 107 : Michael Mayer - Touch (2xLP)
- KOM 108 : Peter Grummich - Frozen World
- KOM 109 : Various - Pop Ambient 2005
- KOM 110 : DJ Koze - Late Check Out
- KOM 111 : Heib - The Undertaker
- KOM 112 : Justus Köhncke - Doppelleben
- KOM 113 : Justus Köhncke - Elan / Taste
- KOM 114 : Dirk Leyers - Wellen EP
- KOM 115 : Markus Guentner - 1981
- KOM 116 : The Field -  Things Keep Falling Down
- KOM 117 : Ulf Lohmann On Frozen Fields
- KOM 118 : Triola Triola Im Remixraum (Teil 1)
- KOM 119 : Kaito - Color Of Feels
- KOM 120 : Ferenc - Fraximal (2xLP)
- KOM 121 : The Orb - Komfort
- KOM 122 : Various - Immer Null
- KOM 123 : Various - Total 6 (2xLP)
- KOM 124 : DJ Koze -  - Kosi Comes Around (2xLP)
- KOM 125 : Klimek - Listen, The Snow Is Falling
- KOM 126 : Matias Aguayo - Are You Really Lost (2xLP)
- KOM 127 : Triola Triola Im Dubraum (Teil 2)
- KOM 128 : The Orb - Okie Dokie It's The Orb On Kompakt (2xLP)
- KOM 129 : SCSI-9 - On The Edge
- KOM 130 : Various - Pop Ambient 2006
- KOM 131 : Kontrast (2) - Stammtisch Der Verzweiflung
- KOM 132 : Jonas Bering - Behind This Silence
- KOM 133 : Mikkel Metal - Victimizer
- KOM 134 : Axel Bartsch - Light In The Dark
- KOM 135 : Kaito - Hundred Million Light Years
- KOM 136 : DJ Koze - Kosi Comes Around (Remixes Part 1)
- KOM 137 : The Field - Sun & Ice
- KOM 138 : SCSI-9 - The Line Of Nine (2xLP)
- KOM 139 : Jonas Bering - Lost Paradise
- KOM 140 : Various - Total 7 (3xLP)
- KOM 141 : Justus Köhncke - Advance
- KOM 142 : The Modernist Presents "Popular Songs"
- KOM 143 : Kaito - Hundred Million Love Years
- KOM 144 : DJ Koze - Stompin At The Clubfoot
- KOM 145 : Rex The Dog - Maximize
- KOM 146 : Thomas Fehlmann - Emo Pack
- KOM 147 : Various - Pop Ambient 2007
- KOM 148 : Echo Club - Welcome To Echo Club
- KOM 149 : Partial Arts - Trauermusik
- KOM 150 : HUG - Heroes
- KOM 151 : Aril Brikha - Winter EP
- KOM 152 : Gui Boratto - Chromophobia
- KOM 153 : Justus Köhncke vs. Prins Thomas - Elan
- KOM 154 : Field, The - From Here We Go Sublime
- KOM 155 : Reinhard Voigt - Charge Your Dreams

## CD
- KOMPAKT CD 01 : Various Köln Kompakt 1
- KOMPAKT CD 02 : Dettinger Intershop
- KOMPAKT CD 03 : Various Total 1
- KOMPAKT CD 04 : Tobias Thomas Für Dich
- KOMPAKT CD 05 : Jonas Bering Bienfait
- KOMPAKT CD 06 : Various Total 2
- KOMPAKT CD 07 : Dettinger Oasis
- KOMPAKT CD 08 : Various Schaffelfieber
- KOMPAKT CD 09 : Various Pop Ambient 2001
- KOMPAKT CD 10 : Various Total 3
- KOMPAKT CD 11 : Markus Guentner In Moll
- KOMPAKT CD 12 : Reinhard Voigt Im Wandel Der Zeit
- KOMPAKT CD 13 : Ulf Lohmann Because Before
- KOMPAKT CD 14 : Various Pop Ambient 2002
- KOMPAKT CD 15 : Michael Mayer Immer
- KOMPAKT CD 16 : Closer Musik After Love
- KOMPAKT CD 17 : Justus Köhncke Was Ist Musik
- KOMPAKT CD 18 : Various Total 4
- KOMPAKT CD 19 : Kaito : Special Life
- KOMPAKT CD 20 : Thomas Fehlmann Visions Of Blah
- KOMPAKT CD 21 : Triple R Friends
- KOMPAKT CD 22 : Various Pop Ambient 2003
- KOMPAKT CD 23 : Kaito Special Love
- KOMPAKT CD 24 : Tobias Thomas Smallville
- KOMPAKT CD 25 : Various Schaffelfieber 2
- KOMPAKT CD 26 : Various Total 5
- KOMPAKT CD 27 : Andrew Thomas Fearsome Jewel
- KOMPAKT CD 28 : Jonas Bering Sketches For The Next Season
- KOMPAKT CD 29 : Various Pop Ambient 2004
- KOMPAKT CD 30 : DJ Koze All People Is My Friends
- KOMPAKT CD 31 : Pass Into Silence Calm Like A Millpond
- KOMPAKT CD 32 : Superpitcher Here Comes Love
- KOMPAKT CD 33 : Klimek Milk & Honey
- KOMPAKT CD 34 : Various Kompakt 100 (2xCD)
- KOMPAKT CD 35 : Triola Triola Im Fünftonraum
- KOMPAKT CD 36 : Michael Mayer Touch
- KOMPAKT CD 37 : Various Pop Ambient 2005
- KOMPAKT CD 38 : Justus Köhncke Doppelleben (Enhanced CD)
- KOMPAKT CD 39 : Markus Guentner 1981
- KOMPAKT CD 40 : Superpitcher Today
- KOMPAKT CD 41 : Ferenc Fraximal
- KOMPAKT CD 42 : Various Total 6 (2xCD)
- KOMPAKT CD 43 : DJ Koze Kosi Comes Around
- KOMPAKT CD 44 : Matias Aguayo Are You Really Lost
- KOMPAKT CD 45 : The Orb Okie Dokie It's The Orb On Kompakt
- KOMPAKT CD 45 PROMO : The Orb Okie Dokie It's The Orb On Kompakt (Promo)
- KOMPAKT CD 46 PROMO : Various Immer 2 (Promo)
- KOMPAKT CD 47 : Various Pop Ambient 2006
- KOMPAKT CD 48 : Mikkel Metal Victimizer
- KOMPAKT CD 49 : Kaito Hundred Million Light Years
- KOMPAKT CD 50 : Klimek Music To Fall Asleep
- KOMPAKT CD 51 : SCSI-9 The Line Of Nine
- KOMPAKT CD 52 : Various Total 7 (2xCD)
- KOMPAKT CD 53 : Kaito Hundred Million Love Years
- KOMPAKT CD 54 : Various Pop Ambient 2007
- KOMPAKT CD 55 : HUG Heroes
- KOMPAKT CD 56 : Gui Boratto - Chromophobia
- KOMPAKT CD 57 : Field, The From Here We Go Sublime
- KOMPAKT CD 58 : Various Tobias Thomas - Please Please Please
- KOMPAKT CD 59 : Thomas Fehlmann - Honigpumpe (CD, Album)
- KOMPAKT CD 60 : Various - Total 8 (2xCD)
- KOMPAKT CD 61 : Supermayer - Save The World (Album) ? (2 versions)
- KOMPAKT CD 62 : Various - Pop Ambient 2008 (CD)
- KOMPAKT CD 63 : Justus Köhncke - Safe And Sound (CD, Album)
- KOMPAKT CD 64 : Jennifer Cardini - Feeling Strange (Comp) ? (2 versions)
- KOMPAKT CD 65 : Pluxus - Solid State (Album) ? (2 versions)
- KOMPAKT CD 66 : Gas - Nah Und Fern (4xCD, Album + Box, Comp)
- KOMPAKT CD 67 : Various - Total 9 (2xCD, Comp)
- KOMPAKT CD 68 : SCSI-9 - Easy As Down (CD, Album)
- KOMPAKT CD 69 : Various - Pop Ambient 2009 (CD, Comp)
- KOMPAKT CD 70 : Gui Boratto - Take My Breath Away (CD, Album)
- KOMPAKT CD 71 : Ada - Adaptations Mixtape #1 (CD, Mixed)
- KOMPAKT CD 72 : Field, The - Yesterday And Today (Album) ? (2 versions)
- Kompakt CD 73 : Gus Gus - 24/7 (CD, Album)
- KOMPAKT CD 74 : Kaito - Trust (Album) ? (2 versions)
- KOMPAKTCD74BEA : Kaito - Trust (10xFile, MP3, Album)
- KOMPAKT CD 75 : Various - Total 10 (2xCD, Comp)
- KOMPAKT CD 76 : Matias Aguayo - Ay Ay Ay (CD, Album)
- KOMPAKT CD 77 : Various - Pop Ambient 2010 (CD, Comp)
- KOMPAKT CD 78 : Ewan Pearson - We Are Proud Of Our Choices (CD, Mixed, Comp)

## Autres
- KOMPAKT DIGITAL 001 : Hug - Greatest Hug's (File, MP3, 320)
- KOMPAKT DOCD 067 : Various - Total 9 (File, MP3, 320)
- KOMPAKT MAXI CD 1 : Matias Aguayo - Minimal (CD, Maxi)
- STINK001 : Damian Lazarus & Michael Mayer - Stink (CD, Mixed, Promo)
- KOMPAKT MP3 001 : Various Michael Mayer Präsentiert
- KOMPAKT MP3 002 : Various Kompakt US CD1
- KOMPAKT MP3 003 : Justus Köhncke Live @ Kompakt Total 6